# 蒙塔约内
蒙塔约内（義大利語：Montaione），是意大利托斯卡纳大区佛罗伦萨广域市的一个市镇。总面积104.9平方公里，人口3779人，人口密度36.0人/平方公里（2009年）。ISTAT代码为048027。